# Народна трибуна (газета, Глухів)
Народна трибуна — міськрайонна суспільно-політична газета, яка виходила двічі на тиждень у середу й суботу українською мовою в місті Глухові Сумської області. Реєстраційне свідоцтво СМ № 062 від 30 травня 1994 року. Ліквідована Глухівською міською радою в грудні 2015 року.

## Історія
Газета «Народна трибуна» видавалася з липня 1917 року. Спочатку вона мала назву назвою «Вісті Глухівської повітової ради робітничих, солдатських і селянських депутатів» (рос. «Известия Глуховского уездного совета рабочих, солдатских и крестьянских депутатов»), пізніше, з квітня 1920, — «Глухівські вісті» (рос. «Глуховские известия»). Надалі газета змінювала свою назву на «Колективіст Глухівщини» (рос. Коллективист Глуховщины), «Червоне село», «За Перемогу» та з 1960 року — «Народна трибуна».. За СРСР видання було нагороджено почесною грамотою президії Верховної Ради УРСР.
Газета була ліквідована в грудні 2015 року засновником — міською радою за керівництва Глуховом Мішелем Терещенком.

## Статус
Співзасновниками «Народної трибуни» були Глухівська міська рада та трудовий колектив редакції.
Обсяг газети — переважно 4 сторінки, іноді 6.